# John Blake (szermierz)
John Percy „Jack” Blake (ur. 13 listopada 1874 w Shoreditch, zm. 19 grudnia 1950 w Kensington) – brytyjski szermierz, członek brytyjskiej drużyny olimpijskiej w 1908, 1912 oraz 1920 roku.

## Biografia
Oprócz kariery szermierza był również politykiem. W czasie I wojny światowej pracował w Ministerstwie uzbrojenia. W 1919 został wybrany do Rady Hrabstwa Londyn z ramienia Partii Progresywnej (ang. Progressive Party) a w 1922 z powodzeniem ubiegał się o reelekcję. W 1924 dołączył do Partii Pracy. W latach 1925–1931 reprezentował Okręg wyborczy Peckham. W latach 1942–1943 był przewodniczącym Rady Hrabstwa Londyn. Uprawiał amatorsko piłkę wodną i boks.